# Elise Hannemann
Elise Hannemann (* 28. August 1849 in Proskau; † 24. Januar 1934 in Berlin) war eine deutsche Ernährungsphysiologin und Kochlehrerin.

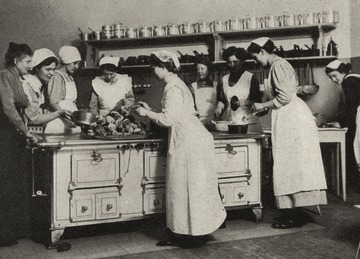
Kochkurs mit Schülerinnen im Lette-Verein um 1910

## Leben
Nach Aufenthalten in verschiedenen Teilen Deutschlands und Reisen ins Ausland war Elise Hannemann ab ca. 1875 selbständige Kochlehrerin. Sie hielt Kurse und öffentliche Kochvorführungen ab. 1888 wurde sie Leiterin der Kochschule am Berliner Lette-Verein und entwickelte eine naturwissenschaftlich-medizinisch basierte Ernährungslehre. Ihr Kochbuch erlebte 110 Auflagen und gehörte zu den populärsten Kochbüchern Preußens in der ersten Hälfte des 20. Jahrhunderts. Ab 1896 hielt sie gemeinsam mit Hermann Strauß und Dr. Kasack von der Charité Kurse über die Ernährung des kranken Menschen u. a. im Lette-Verein und war beteiligt an der Schaffung des Berufs der Diätassistentin.

## Publikationen
- Kochbuch von Elise Hannemann - mit theoretischem Teil über die Naturwissenschaft der Küche sowie originellen, selbst erstellten und erprobten Rezepten. 1. Auflage, Berlin 1898; 110. Auflage [1933]
- Hermann Strauss und Elise Hannemann: Vorlesungen über Diätbehandlung innerer Krankheiten. Karger, Berlin 1908
- Luise Falkenberg und Elise Hannemann: Hausarbeit. Berlin 1911
- Back-Rezepte unter Verwendung von Sanella-Mandelmilch, Pflanzenbuttermargarine. Sana-Gesellschaft m.b.H., Cleve 1914
- Elise Hannemann und Margarete Just: Grundzüge für Kochen und Hauswirtschaft. Berlin 1915
- W. Zimmermann und Elise Hannemann: Winke für den Kriegshaushalt. Berlin 1915
- Sommerkriegsküche: Forts. d. "Winke f. d. Kriegshaushalt". Berlin 1915
- Seefisch-Kochbuch. 7. Auflage, Berlin 1916
- Koch-Anweisungen für Soldaten im Felde und die Jugend-Organisationen. Berlin 1916
- Elise Hannemann (Bearb.): Anleitung zur Erhaltung der diesjährigen Obsternte nebst ministeriellen Richtlinien…: Kriegsausschuß f. Volksernährung. Berlin 1916
- Elise Hannemann und Dr. Kasack: Krankendiät: Leitfaden für die Krankenernährung im Hause und zu Lehrzwecken. 1. Auflage, Berlin 1916; 4. Auflage 1926
- Kochvorschriften für Salzfisch, Klippfisch und Stockfisch nebst Anweisungen für Zukost. Berlin 1916
- Kohlrüben-Verwendung (Zur Kartoffelstreckung): Kriegsausschuss für Volksernährung. Berlin 1917